# Новоборисівська сільська рада
Новоборисівська сільська́ ра́да — орган місцевого самоврядування Новоборисівської сільської громади в Роздільнянському районі Одеської області.

## Історія
1 лютого 1945 р. Поплавську сільраду, відповідно до назви її центру, перейменували на Ново-Борисівську. До 22 грудня 2019 року також адміністративно-територіальна одиниця Великомихайлівського району, до складу якої входили такі населенні пункти:
- с. Новоборисівка
- с. Добрий Лук
- с. Дурбайли
- с. Іванівка
- с. Мацкули
- с. Поплавка
- с. Преображенка
- с. Путилівка
- с. Райки
- с. Тятри

Згідно з переписом 1989 року населення сільської ради становило 2764 особи, з яких 1262 чоловіки та 1502 жінки. За переписом населення 2001 року в сільській раді мешкало 3057 осіб.
22 грудня 2019 року відбулися перші вибори до сільської ради Новоборисівської сільської об'єднаної територіальної громади. 25 жовтня 2020 року Великомихайлівський район був ліквідований, а раду ОТГ підпорядкували до Роздільнянського району.

## Склад ради
Рада складається з 22 депутатів та голови.
- Голова ради: Ільницький Олександр Євгенович
- Секретар ради: Кубик Алла Миколаївна

### Керівний склад попередніх скликань
| Прізвище, ім'я, по батькові    | Основні відомості                                                                                     | Дата обрання | Дата звільнення |
| ------------------------------ | --- | ------------ | --------------- |
| Швидка Людмила Миколаївна      | Сільський голова, 1954 року народження, освіта середня спеціальна, член Соціалістичної партії України | 26.03.2006   | 31.10.2010      |
| Швидка Людмила Миколаївна      | Сільський голова, 1954 року народження, освіта середня спеціальна, член Комуністичної партії України  | 31.10.2010   | 04.03.2013      |
| Ільницький Олександр Євгенович | Сільський голова, 1951 року народження, освіта вища, член Партії регіонів                             | 08.02.2014   |                 |

Примітка: таблиця складена за даними сайту Верховної Ради України

### Депутати
За результатами місцевих виборів 2010 року депутатами ради стали:

#### За суб'єктами висування
| Суб'єкт висування           | Кількість обраних депутатів | %    |
| --------------------------- | --------------------------- | ---- |
| Партія регіонів             | 13                          | 59,1 |
| Самовисування               | 6                           | 27,3 |
| Комуністична партія України | 2                           | 9,1  |
| Народна партія              | 1                           | 4,5  |

#### За округами
| № округу                    | Прізвище, ім'я, по батькові        | Дата визнання обраним | Освіта             | Партійна приналежність            | Відомості про обраного депутата                           |
| --------------------------- | ---------------------------------- | --------------------- | ------------------ | --------------------------------- | --------------------------------------------------------- |
| Комуністична партія України |                                    |                       |                    |                                   |                                                           |
| 3                           | Груша Іван Григорович              | 02.11.2010            | середня            | член Комуністичної партії України | пенсіонер                                                 |
| 19                          | Чайка Євгенія Сергіївна            | 02.11.2010            | середня спеціальна | позапартійна                      | приватний підприємець, продавець                          |
| Народна Партія              |                                    |                       |                    |                                   |                                                           |
| 8                           | Бачінська Людмила Володимирівна    | 02.11.2010            | середня спеціальна | член Народної партії              | магазин ДП «Водовій», продавець                           |
| Партія регіонів             |                                    |                       |                    |                                   |                                                           |
| 1                           | Юр'єв Олег Васильович              | 02.11.2010            | середня спеціальна | член Партії регіонів              | дитячий садок «Теремок», кочегар                          |
| 2                           | Савченко Раїса Павлівна            | 02.11.2010            | середня            | член Партії регіонів              | дитячий садок «Теремок», завгосп                          |
| 4                           | Скляренко Ірина Василівна          | 02.11.2010            | середня спеціальна | член Партії регіонів              | дитячий садок «Теремок», вихователь                       |
| 5                           | Кубик Алла Миколаївна              | 02.11.2010            | вища               | член Партії регіонів              | Новоборисівська сільська рада, секретар                   |
| 7                           | Скарецький Михайло Семенович       | 02.11.2010            | середня спеціальна | член Партії регіонів              | пенсіонер                                                 |
| 9                           | Гончарова Тетяна Іванівна          | 02.11.2010            | середня            | член Партії регіонів              | Новоборисівська сільська рада, паспортист                 |
| 11                          | Чумак Галина Григорівна            | 02.11.2010            | вища               | позапартійна                      | пенсіонер                                                 |
| 12                          | Бесараб Наталія Миколаївна         | 02.11.2010            | середня            | член Партії регіонів              | тимчасово не працює                                       |
| 13                          | Щербаченко Валерій Володимирович   | 02.11.2010            | середня спеціальна | член Партії регіонів              | приватний підприємець «Щербаченко»                        |
| 14                          | Лопатчук Петро Михайлович          | 02.11.2010            | середня            | член Партії регіонів              | Новоборисівська загальноосвітня школа I-III ст., водій    |
| 15                          | Іванова Олена Степанівна           | 02.11.2010            | середня спеціальна | позапартійна                      | тимчасово не працює                                       |
| 16                          | Чернятинська Валентина Анатоліївна | 02.11.2010            | середня            | член Партії регіонів              | тимчасово не працює                                       |
| 21                          | Лось Олег Миколайович              | 02.11.2010            | середня            | позапартійний                     | тимчасово не працює                                       |
| Самовисування               |                                    |                       |                    |                                   |                                                           |
| 6                           | Шиян Анжеліка Анатоліївна          | 02.11.2010            | вища               | позапартійна                      | Новоборисівська загальноосвітня школа I-III ст., директор |
| 10                          | Пащенко Тетяна Анатоліївна         | 17.01.2011            | середня спеціальна | позапартійна                      | Соціальна служба, соціальний працівник                    |
| 17                          | Молошнікова Катерина Володимирівна | 02.11.2010            | середня            | позапартійна                      | тимчасово не працює                                       |
| 18                          | Безушко Оксана Миколаївна          | 17.01.2011            | вища               | позапартійна                      | тимчасово не працює                                       |
| 20                          | Зайченко Марія Олександрівна       | 02.11.2010            | середня спеціальна | позапартійна                      | Іванівський фельдшерський пункт, фельдшер                 |
| 22                          | Мітітєлу Іван Олександрович        | 02.11.2010            | середня            | позапартійний                     | тимчасово не працює                                       |